# Edith Ronald Mirrielees
Edith Ronald Mirrielees, née à Pittsfield dans l'état de l'Illinois, États-Unis d'Amérique, le 1er septembre 1878 et morte au Stanford Hospital le 3 juin 1962, a été professeure de littérature anglaise à Stanford de 1910 à 1944. Elle est surtout reconnue pour ses cours en écriture créative (création littéraire) et pour l’influence qu’elle a exercée sur des auteurs américains célèbres tels John Steinbeck, Howard Pease, Archie Binns (en) et Allen Drury. Ses cours s’inspirait de la maïeutique socratique et son ouvrage Story Writing est une référence incontournable dans le domaine.
En 1961, le Mills College lui décerne un doctorat honorifique en Lettres en reconnaissance de sa contribution exceptionnelle comme professeure.
Durant les dix-huit années de sa retraite, loin de couper les liens avec l’université et la vie intellectuelle, elle édite le magazine Pacific Spectator (1947-1951), publie Stanford, The Story of a University et consacre la dernière année de sa vie, à 83 ans, à écrire Stanford mosaic..., un récit de souvenirs sur les soixante-dix premières années de Stanford.